# Póvoa de Varzim
Póvoa de Varzim is een stad en gemeente in het Portugese district Porto. De gemeente heeft een totale oppervlakte van 82 km² en in 2005 telde ze 65.882 inwoners. De plaats heeft sinds 1973 stadsrechten.
De plaatselijke voetbalvereniging is Varzim SC, opgericht in 1915.

## Kernen
- A Ver-o-Mar
- Aguçadoura
- Amorim
- Argivai
- Balazar
- Beiriz
- Estela
- Laundos
- Navais
- Póvoa de Varzim
- Rates
- Terroso

## Stedenband
Póvoa de Varzim onderhoudt een stedenband met de volgende plaatsen:
- Eschborn (1986)
- Montgeron (1988)
- Żabbar (2001)

## Geboren
- Eça de Queirós (1845-1900), schrijver
- Diogo Freitas do Amaral (1941-2019), rechtswetenschapper en politicus
- Geraldo Alves (1980), voetballer
- Bruno Alves (1981), voetballer
- Mário Costa (1985), wielrenner
- Rui Costa (wielrenner) (1986), wielrenner
- Bruno Lima (1985), wielrenner
- Luís Carlos Novo Neto (1988), voetballer
- Gustavo Correia (1991), voetbalscheidsrechter
- Rodrigo Gomes (2003), voetballer

## Galerij

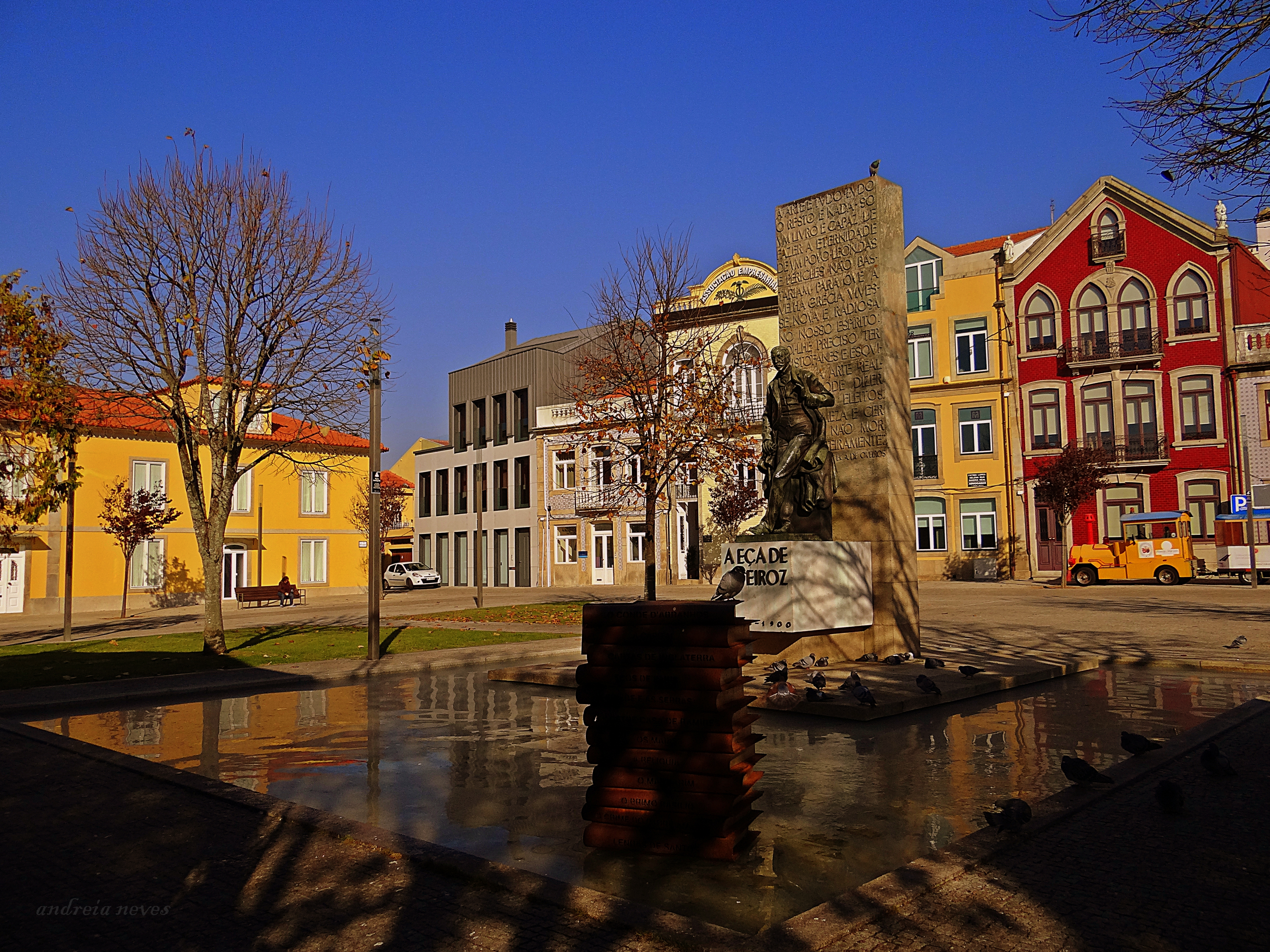
Praça do Almada